# Stéphane Moulin
Stéphane Moulin (Parijs, 4 augustus 1967) is een Frans voormalig voetballer. Hij was tussen 2011 en 2021 tien jaar lang hoofdtrainer van Angers SCO. Op 4 juni 2021 tekende hij bij SM Caen.

## Spelerscarrière
Moulin begon zijn spelersloopbaan bij Angers SCO tussen 1984 en 1990. Hij speelde ruim honderd wedstrijden voor de club. In 1990 verliet hij Angers voor een contract bij LB Châteauroux, waar hij twee jaar bleef. Op het eind speelde Moulin nog vijf jaar voor SO Châtellerault en scoorde hij elf keer als middenvelder. 

## Trainerscarrière
Na zijn voetbalpensioen in 1997 begon Moulin meteen als trainer van de club die hij als laatst diende, SO Châtellerault. Hij bleef acht jaar trouw aan de club totdat zijn eerste club in het betaald voetbal, Angers SCO, hem contracteerde als coach voor het reserveteam. In 2011 volgde Moulin Jean-Louis Garcia op als hoofdcoach van Angers, die naar RC Lens vertrok. Tijdens het seizoen 2014/15 promoveerde Moulin met Angers naar de Ligue 1. De eerste wedstrijd werd op bezoek bij Montpellier HSC direct met 0–2 gewonnen. Onder zijn leiding behaalde Angers in het seizoen 2016/17 de finale van de Coupe de France, die nipt met 1–0 werd verloren van grootmacht Paris Saint-Germain door een eigen doelpunt in de blessuretijd van Issa Cissokho. 
Op 26 maart 2021 maakte Moulin bekend aan het einde van het lopende seizoen Angers na een dienstverband van tien jaar te verlaten. Hij was op dat moment de langstzittende trainer in een van de vijf grootste competities in Europa en trok na zestien jaar bij de club (reserveteam meegerekend) de deur achter hem dicht. Moulin werd opgevolgd door Gérald Baticle. Op 4 juni 2021 werd bekend dat hij was aangetrokken door SM Caen.